# 李大斐
李大斐 FRS（英文名：Dorothy Mary Moyle Needham，也稱為Dorothy M. Needham，結婚前的姓名是Dorothy Mary Moyle；1896年9月22日—1987年12月22日）是英國生物化學家，專門研究肌肉。是生物化學家李約瑟的元配。

## 生平
1896年，李大斐在英國倫敦出生，父親是John Moyle。一開始就讀斯托克波特的克莱爾蒙特學院，後來進入劍橋大學格頓學院。在上了弗雷德里克·霍普金斯的課之後，開始對化學及生物化學有興趣，1919年畢業。
李大斐畢業後跟隨霍普金斯做研究，因為霍普金斯是當時少數允許女性從事研究的學術界人士之一。1923年獲得文學碩士（MA）學位，1930年獲得哲學博士（Ph. D）畢業。:p351-365。
在1924年9月時，李大斐和小四歲的李約瑟結婚。他們沒有子女。

## 研究
李大斐第一個主要研究和多蘿西·L.福斯特一起進行，針對在肌肉中乳酸和肝糖之間互相的轉換，重覆奧托·邁爾霍夫的研究。後來研究在肌肉代謝時，琥珀酸、延胡索酸及蘋果酸的角色，以及在有氧代謝及無氧代謝中的差異:p354-355。李大斐後來研究肌肉收縮時的循環磷轉換，在1939年和同仁確認肌肉中的肌球蛋白作用類似ATP酶，首次建立肌內結構及其功能上的相關性。
李約瑟和李大斐在1945年回到劍橋大學，繼續研究蛋白質和酶的生物化學，李大斐獲頒自然科學博士，在1948年時李大斐被選為皇家学会學員（FRS），和李約瑟成為第一對雙方都是皇家学会學員的夫妻。
李大斐是劍橋大學格頓學院的榮譽研究員，劍橋大學露西·卡文迪許學院的創辦人之一及研究員，劍橋大學岡維爾與凱斯學院的榮譽研究員，也是該學院第一名女研究員（有很長一段時間，她也是該學院唯一的女研究員）。